# Мозг в колбе
Мозг в колбе — в философии — это разновидность мысленных экспериментов, иллюстрирующих зависимость человека в понимании действительности от его субъективных ощущений. Происходит от гипотезы Злого гения Рене Декарта и часто используется для иллюстрации скептицизма. 

## Мысленный эксперимент
В общем случае суть эксперимента выводится из идеи, свойственной научно-фантастическим произведениям, о том, что некий любопытный учёный может извлечь мозг некоего подопытного человека из тела, поместить его в колбу с питательным раствором и подключить нейроны к компьютеру, генерирующему электрические импульсы, идентичные тем, которые получал бы мозг, находясь в теле, а также реагирующему на нервные импульсы, посылаемые мозгом. Компьютер может симулировать виртуальную реальность, таким образом человек, которому принадлежит мозг, несмотря на отсутствие тела, будет по-прежнему осознавать себя существующим и постигающим окружающий мир, генерируемый компьютером, считая его реальным.
Мысленный эксперимент, получивший название «мозги в колбе», принадлежит Х. Патнэму. Это своего рода «физиологическая модель» субъективного идеализма Дж. Беркли.

## В философии
Возможные сценарии данного мысленного эксперимента используются в философии скептицизма и солипсизма в утверждениях следующего рода: так как мозг в колбе производит и получает точно такие же импульсы, как он делал бы это, находясь в черепе, так как эти импульсы являются для мозга единственной возможностью взаимодействовать с окружающей реальностью, то с точки зрения мозга нет возможности гарантированно утверждать, находится ли он в черепе или в колбе. В первом случае вера человека (обладателя мозга) в объективность своих ощущений (например, что человек гуляет по улице или ест мороженое) — будет истинной, а во втором — ложной. Так как невозможно знать, не находится ли мозг в колбе, следовательно, может быть, что большинство верований в объективную реальность — ложно.

## В искусстве

### Кинематограф
В тетралогии «Матрица» описан мир будущего, в котором в состоянии «мозгов в колбе» живут почти все люди, а их тела в это время служат источниками энергии для цивилизации машин.

### Компьютерные игры
В компьютерной игре SOMA для спасения человечества после падения кометы команда учёных создаёт автономный спутник «Ковчег», в котором хранятся личности всех скопированных людей. Внутри «Ковчега» создаётся виртуальная реальность, где скопированные личности людей могут продолжать существование.
В компьютерной игре Cyberpunk 2077 сознание одного из героев, Джонни Сильверхенда, после его смерти переносится на чип, разработанный вымышленной компанией "Арасака". В ходе игры становится понятно, что личность героя более 50 лет находилась в виртуальной реальности, а Джонни не осознавал факт своей смерти. Данная программа носила название "Душегуб" и представляла собой средство для продолжения жизни в цифровом формате.